# 馬萊塔島
馬萊塔島是所羅門群島馬萊塔省最大的小島，西北至東南的長度約164公里，最大闊度約23公里，東北和東面是太平洋，西北有聖伊莎貝爾島，人口140,000。馬萊塔島處於環太平洋火山帶，經常發生地震，但火山活動並不活躍。

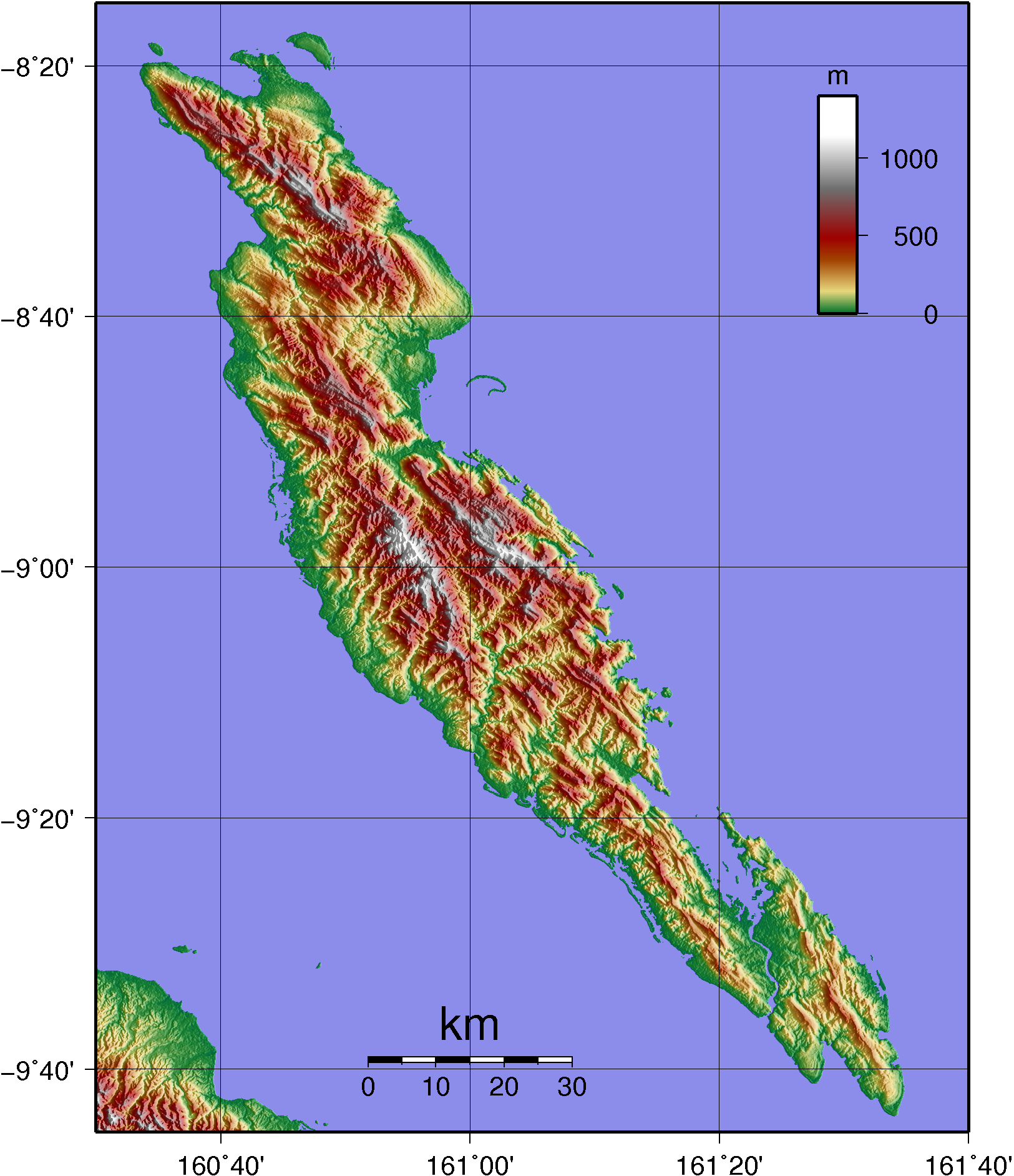
馬萊塔島地形